# 伊藤正直
伊藤　正直（いとう まさなお、1948年－）は、日本の経済学者。大妻女子大学学長・社会情報学部教授、東京大学大学院経済学研究科名誉教授。専門は金融政策、国際金融。

## 略歴
愛知県生まれ。1967年、東海高等学校卒業、1971年、東京大学経済学部経済学科卒業。1973年、東京大学大学院経済学研究科修士課程修了。1976年、同大学院研究科博士課程単位取得満期退学、東京大学社会科学研究所助手。立命館大学経済学部助教授、名古屋大学経済学部助教授を経て、1991年東京大学経済学部助教授。1990年「日本の対外金融と金融政策 -1914～1936- 」で東京大学より経済学博士の学位を取得。1994年、同教授。2013年、大妻女子大学社会情報学部教授、東京大学名誉教授。2017年、大妻女子大学学長、学校法人大妻学院理事長。 
『日本の対外金融と金融政策―1914-1936』で第31回エコノミスト賞（毎日新聞社）を受賞。 
財務省をはじめとした省庁の委員を務めたほか、政治経済学・経済史学会理事、社会経済史学会評議員、同時代史学会理事などを歴任した。

## 著書
- 『高度成長から「経済大国」へ』岩波書店（原著1998年12月)
- 『世界地図で読むグローバル経済』旬報社（原著2004年7月)
- 『世界地図で読む環境破壊と再生』旬報社（原著2004年11月)
- 『世界地図で読む開発と人間』旬報社（原著2004年12月)
- 『国際社会のルール〈2〉国際化する経済を学ぶ』旬報社（原著2007年10月)
- 『戦後日本の対外金融』名古屋大学出版会（原著2009年5月)
- 『なぜ金融危機はくり返すのか』旬報社（原著2010年1月)
- 『金融危機は再びやってくる』岩波書店 （原著2012年11月)
- 『戦後文学のみた<高度成長>』吉川弘文館 2020年